# Nørhald Herred

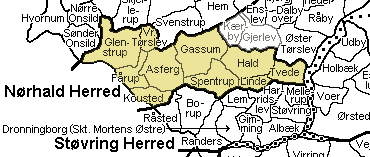
Nørhald Herred

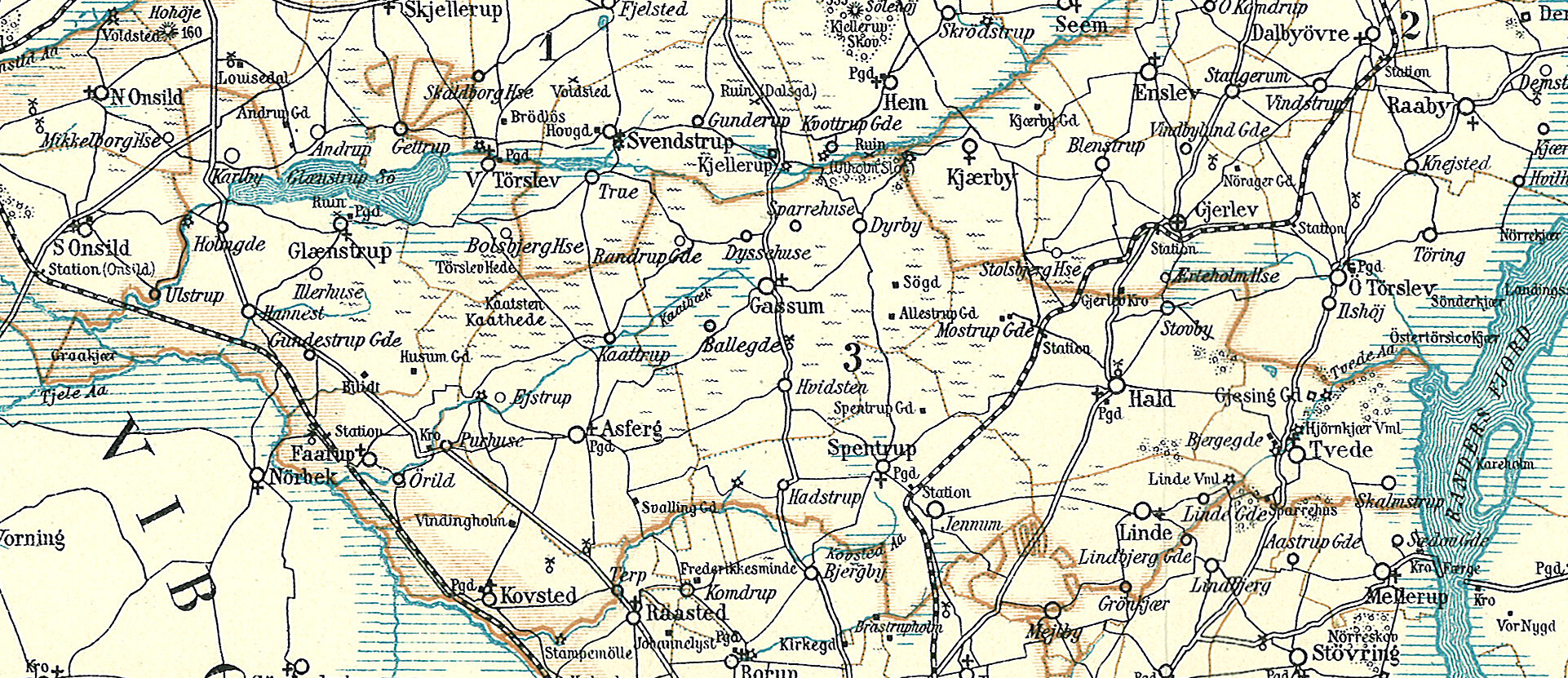
Nørhald Herred rond 1900

Nørhald Herred was een herred in het voormalige Randers Amt in Denemarken. In Kong Valdemars Jordebog wordt de herred vermeld als Hallæhæreth. In 1970 werd het gebied deel van de nieuwe provincie Aarhus.

## Parochies
- Asferg
- Fårup
- Gassum
- Glenstrup
- Hald
- Kousted
- Linde
- Spentrup
- Tvede
- Vester Tørslev